# نور فيدتس
نور فيدتس (من مواليد 30 مايو 1996) هي لاعبة ألعاب قوى بلجيكية تنافس في الأحداث المجمعة. فازت بالميدالية الذهبية في الخماسي في بطولة العالم لألعاب القوى داخل الصالات 2022 وفي بطولة العالم لألعاب القوى داخل الصالات 2024. فازت فيدتس بالميدالية البرونزية في السباعي في أولمبياد باريس 2024، بعد أن احتل المركز الرابع في هذا الحدث في أولمبياد طوكيو أقيمت في عام 2021. حصلت على الميدالية الفضية والبرونزية في السباق الخماسي في بطولة أوروبا لألعاب القوى داخل الصالات 2021 وبطولة أوروبا لألعاب القوى داخل الصالات 2023 على التوالي.
في بطولة العالم داخل الصالات 2022 التي أقيمت في بلغراد، صربيا، سجل رقمًا قياسيًا في الخماسي البلجيكي، حيث حصد 24 نقطة من أفضل رقم سابق لنافيساتو ثيام. فازت بأربعة ألقاب وطنية، فازت بأول ميدالية لها في بطولة كبرى في الهواء الطلق، وهي الميدالية البرونزية في السباعي، في بطولة أوروبا لألعاب القوى 2024 في روما، إيطاليا.